# Kishlak

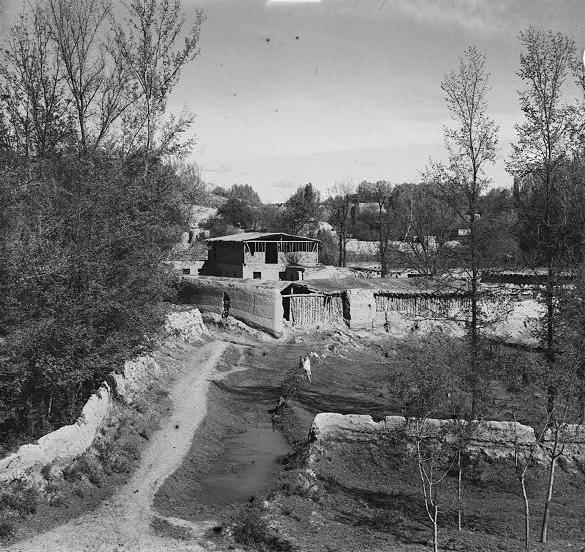
Kishlak en el camino de Çopan-Ata a Samarcanda a principios del. Fotografía de Serguéi Prokudin-Gorski.

Un kishlak o qishlaq (en uzbeko: qishloq, en turcomano: gyşlag, en turco: kışlak, en azerí: qışlaq, en persa: قشلاق‎), o qıştaq (en kirguís: кыштак) o qıstaw (en kazajo: кыстау) es un asentamiento rural de los pueblos túrquicos seminómadas de Asia Central, Azerbaiyán y Afganistán. El significado del término es "lugar de hibernación" en las lenguas túrquicas, pues deriva del túrquico qış - invierno.
Tradicionalmente, un muro de arcilla o barro (dewal, duval, rodea el kishlak.
El término forma parte de muchos topónimos, como Afgan-Kishlak (Uzbekistán), Yangi-Kishlak (Turkmenistán), Qışlaq (Azerbaiyán) o Qeshlaq en Iran (como Qarah Qeshlaq y Qeshlaq Jas).

## Galería

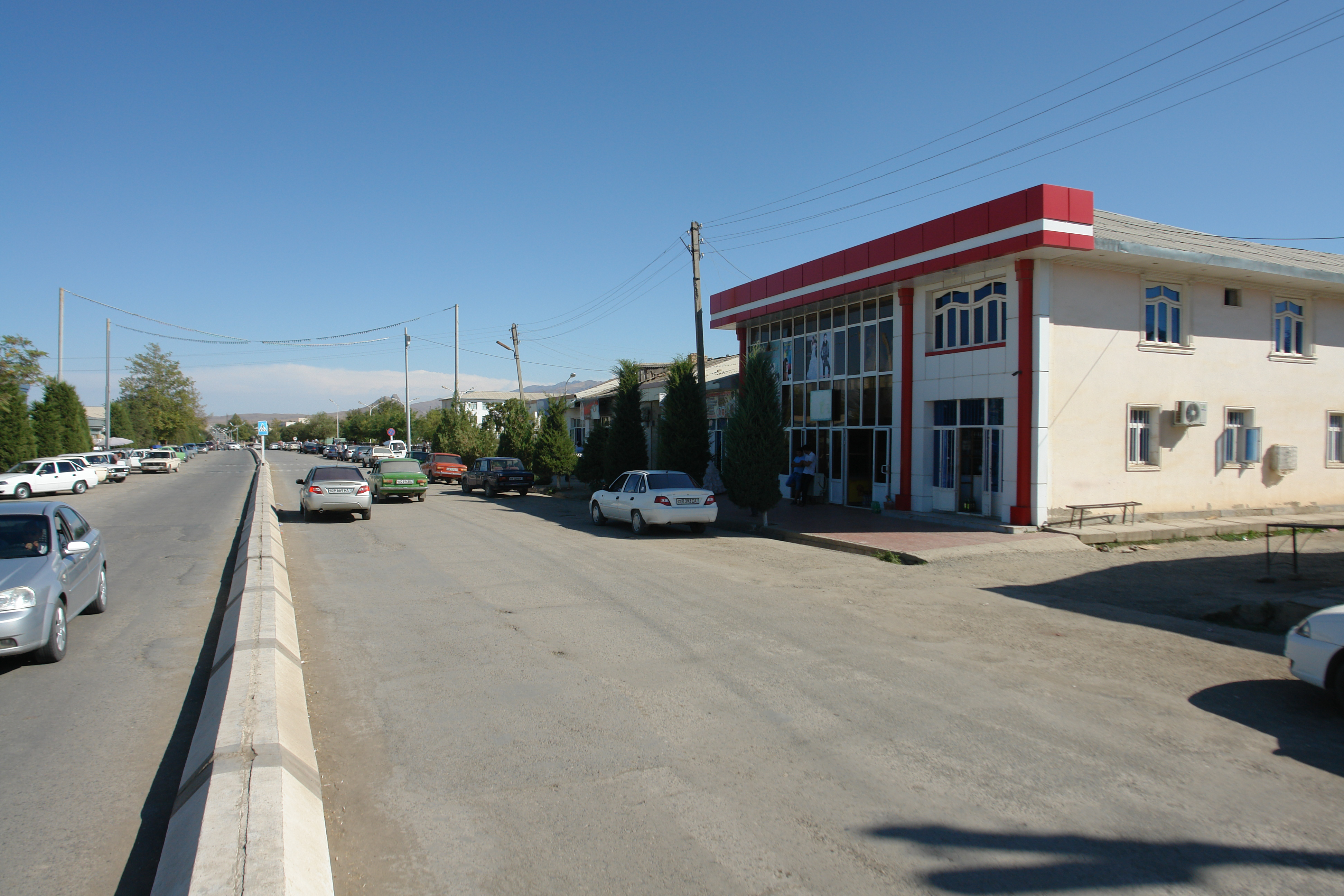
Kishlak contemporáneo en la provincia de Djizaks de Uzbekistán.
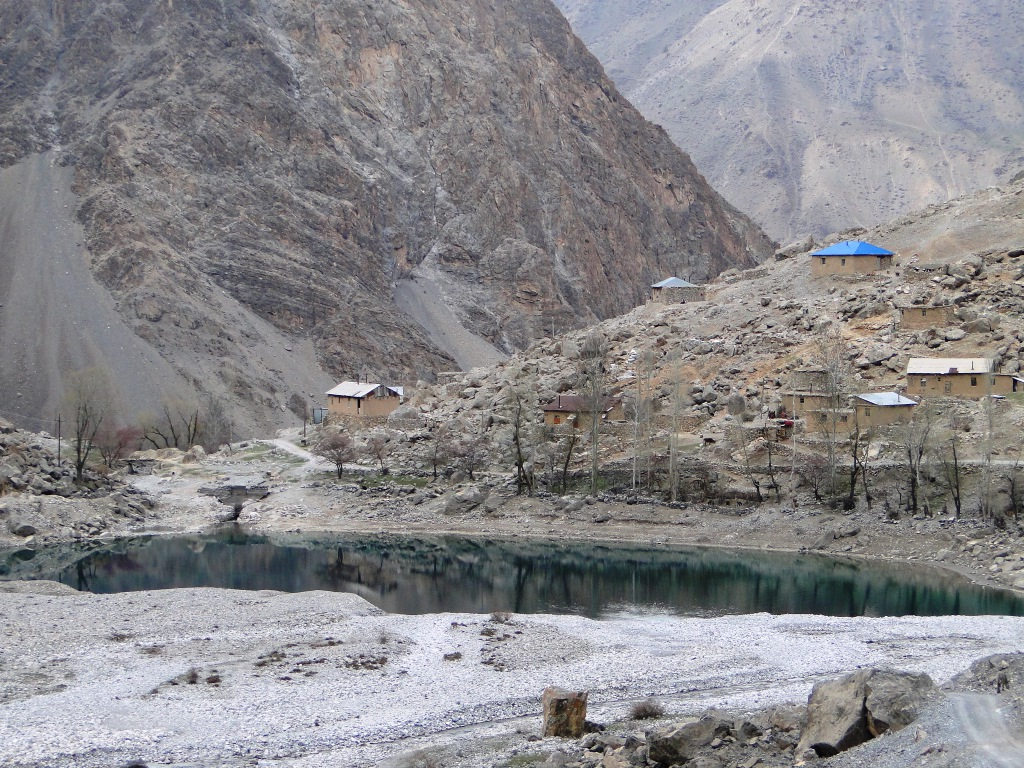
Kishlak de montaña en Tayijkistán.
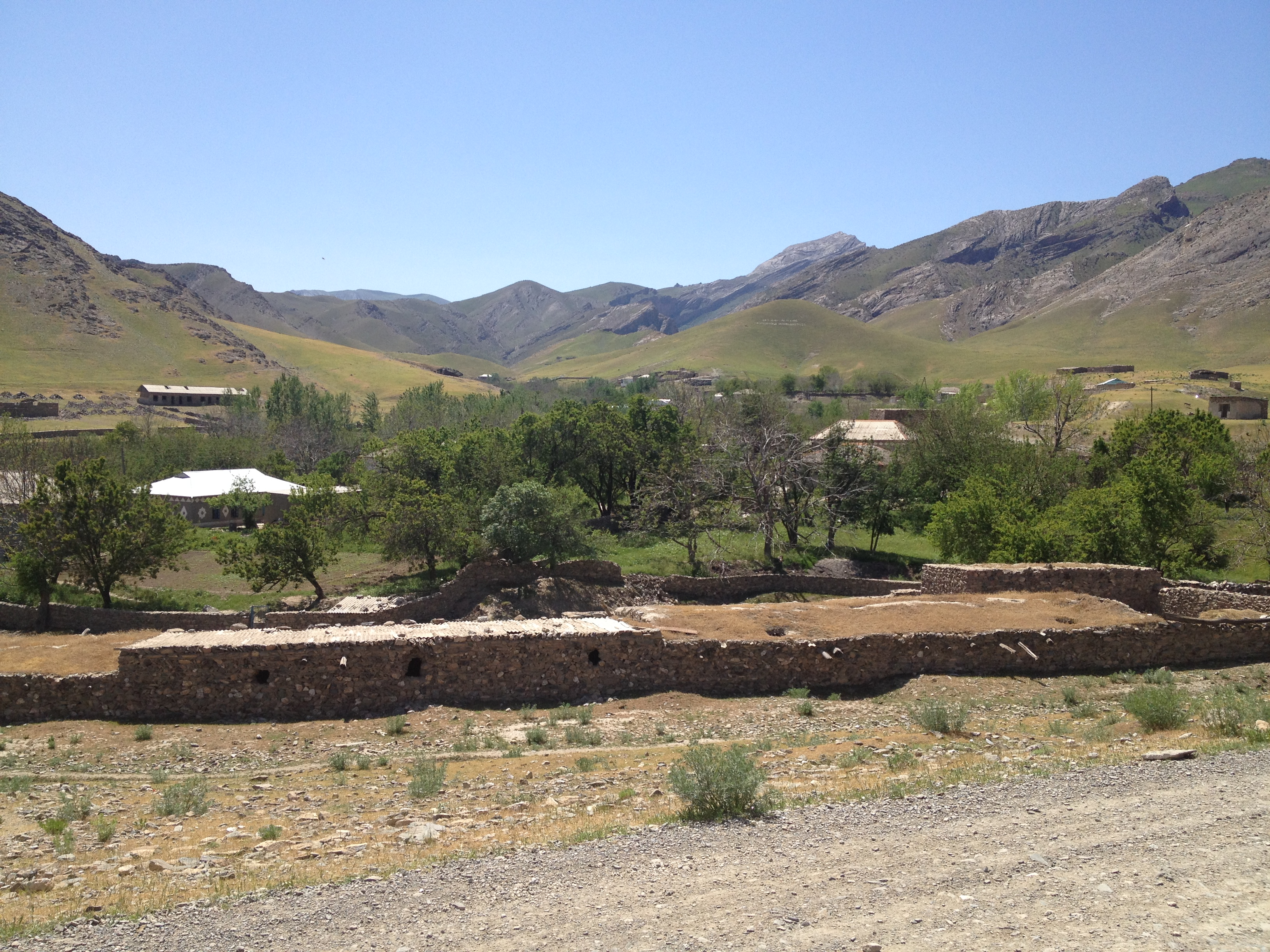
Kishlak Sap (provincia de Navoi en las montañas Nuratau de Uzbekistán.
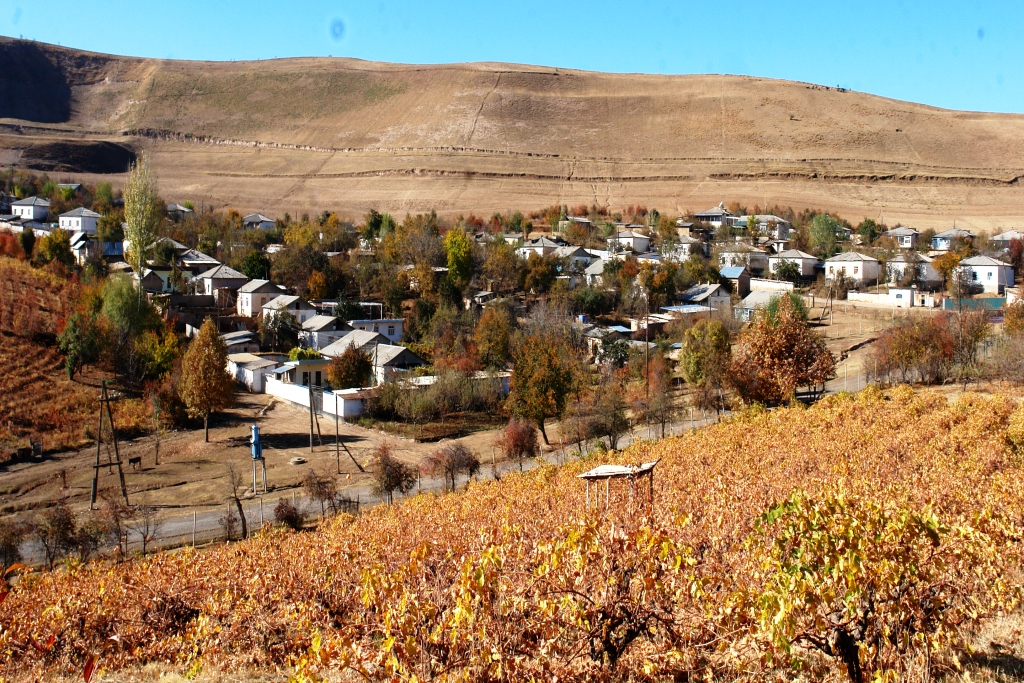
Kishlak Bobosurjon en el distrito de Gisor de Tayikistán.
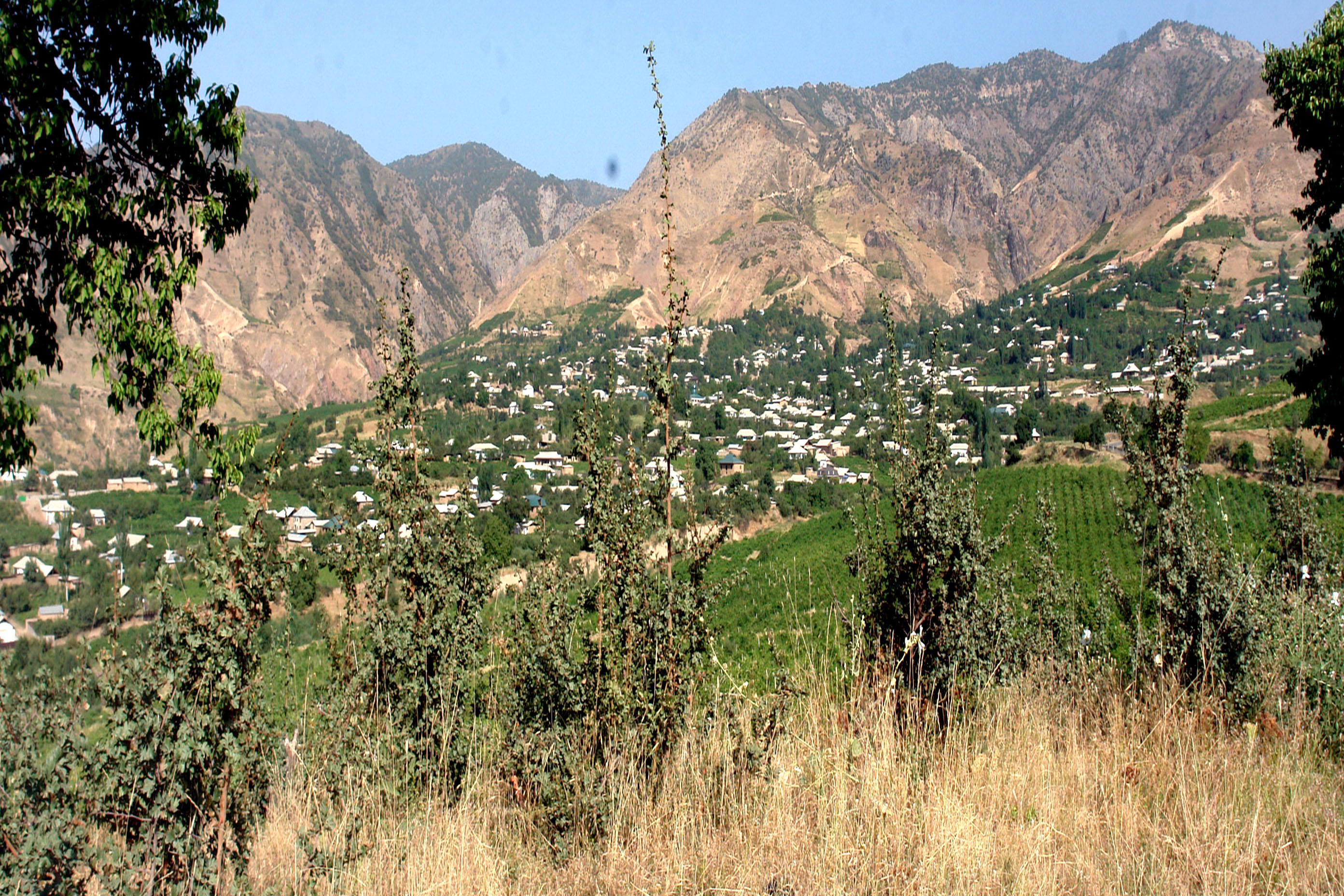
Kishlak Nilu en el distrito de Gisor de Tayikistán.
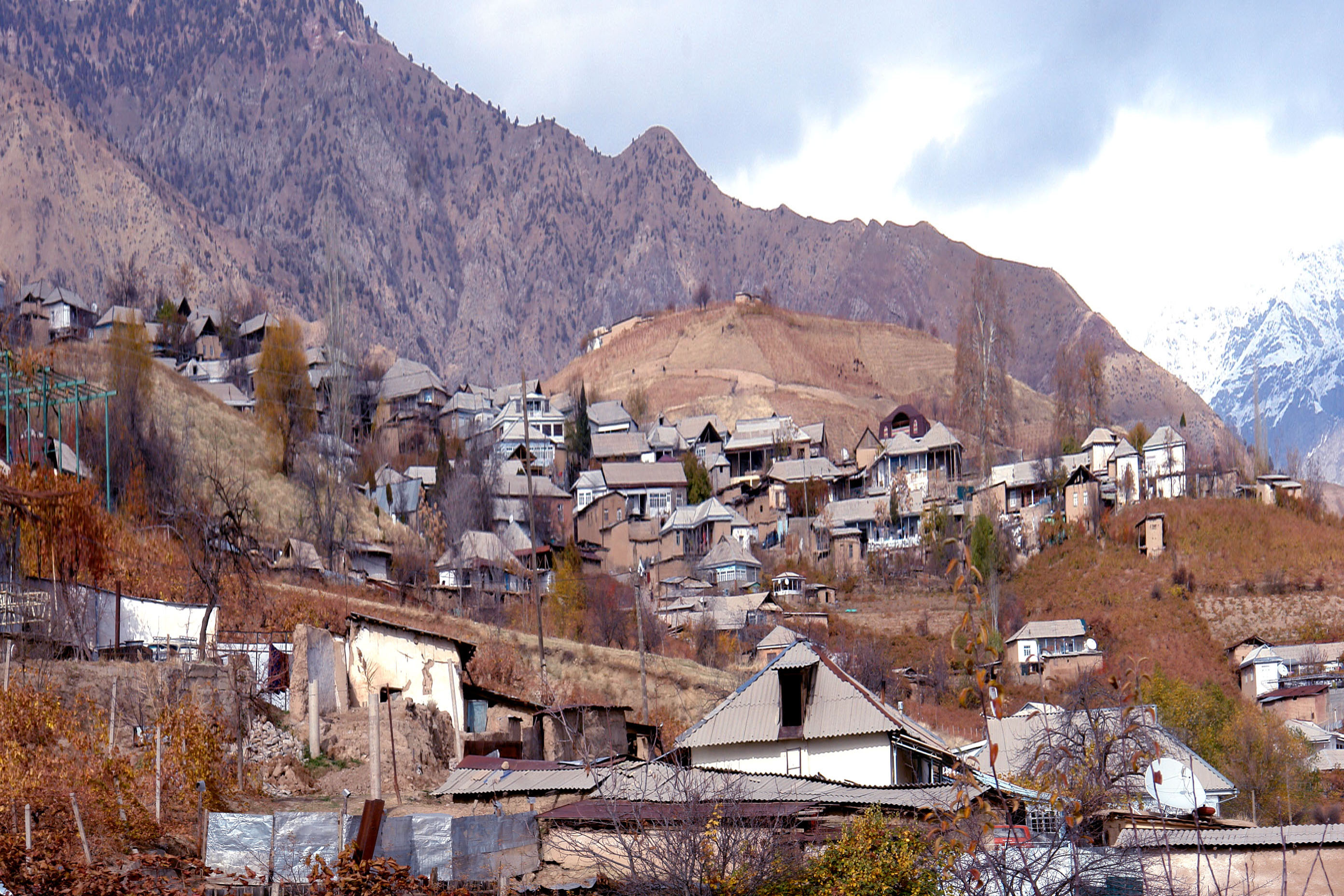
Kishlak Shojon, distrito de Gisor, Tayikistán.
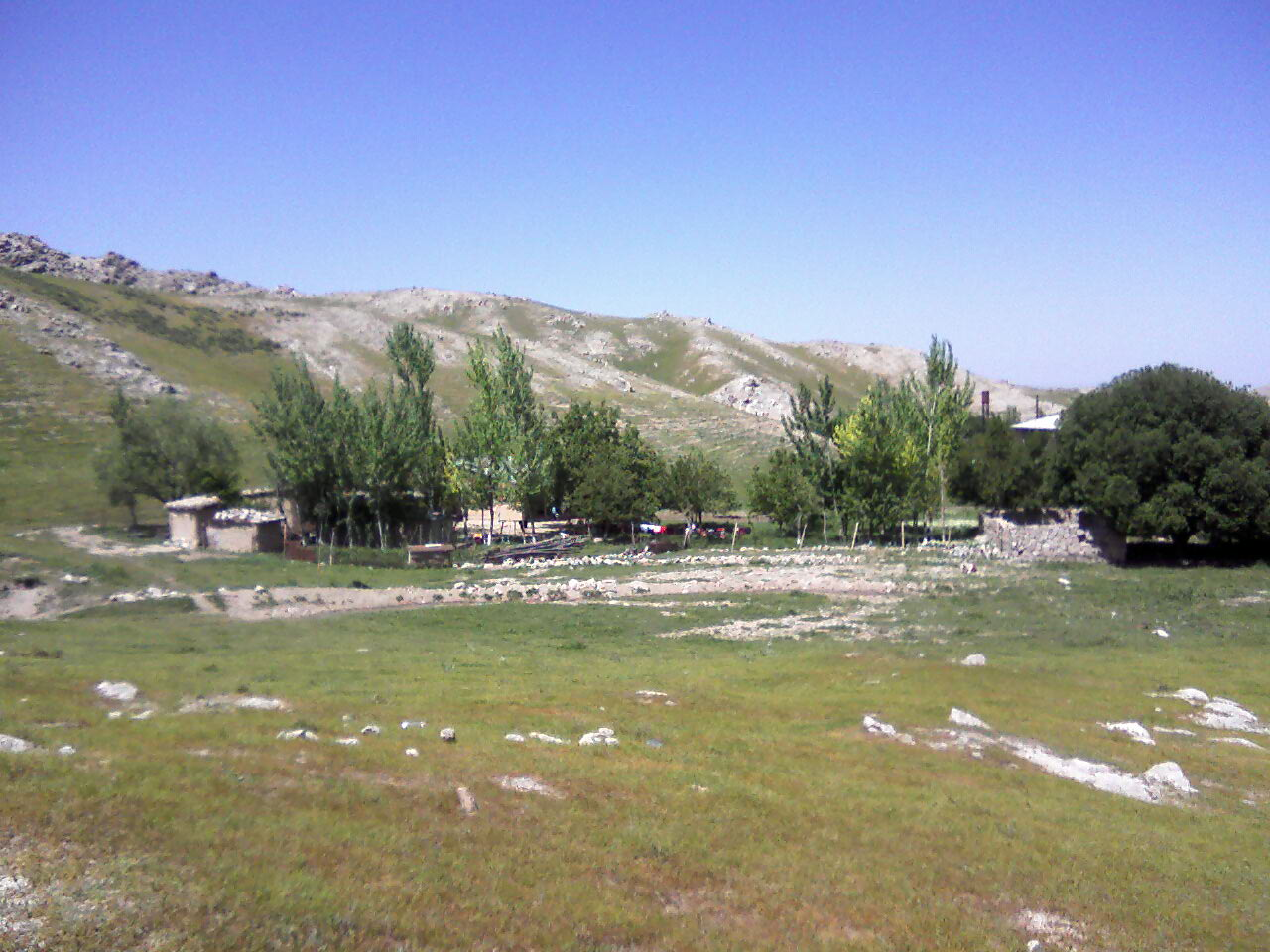
Kishlak en las montañas Miranqul, cerca de Samarcanda.
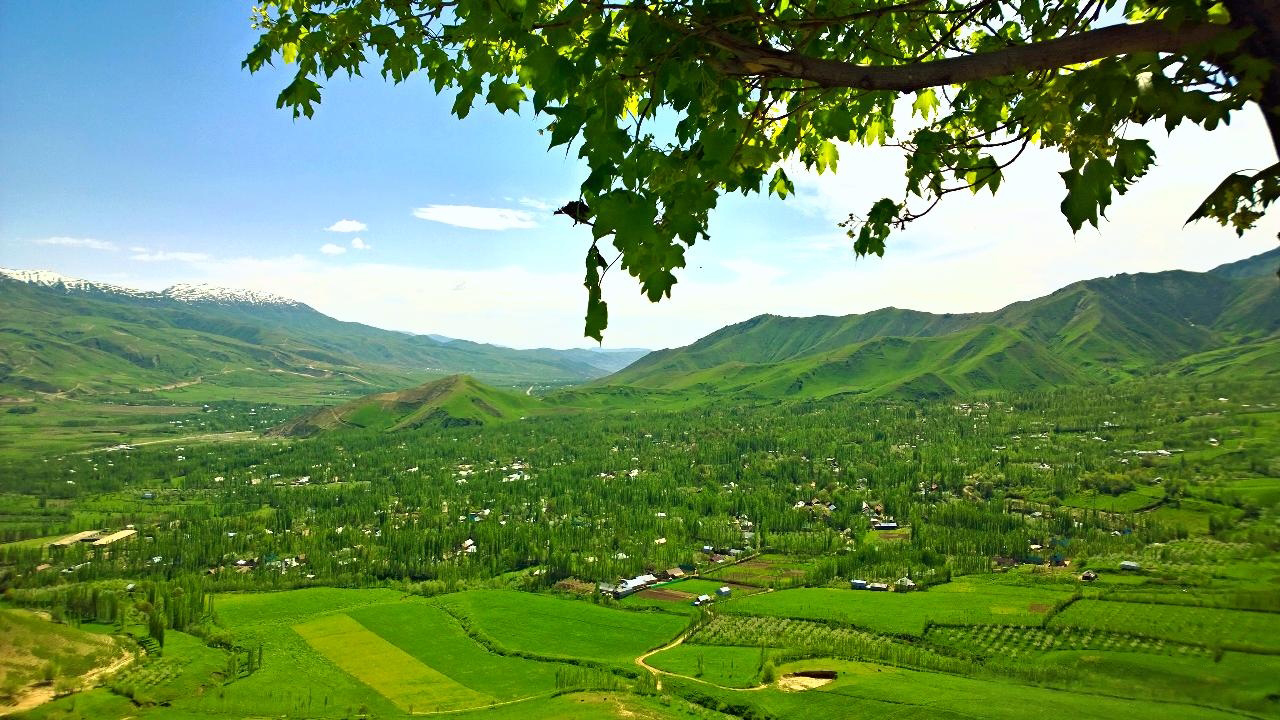
Kishlak Elok en el distrito de Faizobod, Tayikistán.